# Torrent del Coll de Portella
El torrent del Coll de Portella és un torrent del terme municipal de Monistrol de Calders, al Moianès.
Es forma en el vessant sud-est del Coll de Portella, al sud-oest del Serrat de Brusa, des d'on davalla cap al sud-est pel costat nord-oest del Sot de l'Abellar, a llevant de la masia del Bosc. Des d'alli davalla cap al sud-est pel costat oriental del Sot de l'Abellar, i s'aboca en el torrent de la Baga de l'Abellar a la zona dels Casalons.